# Nunziatura apostolica in Baviera
La nunziatura apostolica in Baviera o nunziatura apostolica a Monaco di Baviera è stata una rappresentanza diplomatica permanente della Santa Sede nel principato elettorale di Baviera prima e nel Regno di Baviera poi. La sede era a Monaco di Baviera. La nunziatura era retta da un diplomatico, detto "nunzio apostolico in Baviera", che aveva il rango di ambasciatore.

## Storia
La nunziatura apostolica a Monaco di Baviera venne fondata per interessamento dell'Imperatore Giuseppe II d'Asburgo-Lorena nel 1785 su suggerimento dell'elettore palatino Carlo Teodoro di Baviera il quale aveva stabilito una politica di alleanza con l'Austria con l'intento di mantenere anche in Germania un forte baluardo cattolico proprio a Monaco di Baviera. Le uniche altre due nunziature apostoliche presenti nell'area tedesca a quell'epoca avevano sede a Colonia ed a Vienna.
Nel 1795, con la soppressione definitiva della nunziatura apostolica a Colonia, quella di Monaco di Baviera rimase la rappresentanza cattolica principale della Santa Sede in Germania e ricoprì un ruolo fondamentale nella gestione dell'anticlericalismo di quegli anni.
Nel 1800, con l'invasione della Baviera da parte di Napoleone Bonaparte e la conseguente secolarizzazione di molti beni ecclesiastici, la nunziatura apostolica in Baviera venne chiusa per poi essere riaperta nel 1818 dopo il Congresso di Vienna e dopo la riconquista dell'indipendenza del regno bavarese dal governo francese col rientro dei Wittelsbach.
Con la proclamazione dell'Impero tedesco nel 1871, la nunziatura apostolica in Baviera rimase la più importante delegazione pontificia in Germania (visto la mancanza di una nunziatura a Berlino) e venne mantenuta poi quando venne realizzata la nunziatura apostolica in Germania nel 1920, con sede a Berlino dal 1925.
Dal 30 gennaio 1934 i lander tedeschi persero la loro tradizionale indipendenza federale e tutti i rapporti diplomatici delle diverse regioni confluirono a Berlino. L'ultimo nunzio apostolico in Baviera, l'arcivescovo Alberto Vassallo di Torregrossa, abbandonò Monaco di Baviera il 23 ottobre 1936.

## Lista dei nunzi apostolici
- 1785–1795 Giulio Cesare Zollio, arcivescovo titolare di Atene
  - 1795–1796 Annibale della Genga, poi papa Leone XII (internunzio)
- 1796–1800 Emidio Ziucci, arcivescovo titolare di Damasco

soppressione della nunziatura apostolica (1800-1818)
- 1818–1827 Francesco Serra di Cassano, arcivescovo titolare di Nicea, cardinale
- 1826–1837 Carlo Giuseppe Benedetto Mercy d'Argenteau, arcivescovo titolare di Tiro
  - 1838–1841 Michele Viale Prelà (internunzio)
- 1841–1845 Michele Viale Prelà, poi nunzio apostolico a Vienna, cardinale e arcivescovo di Bologna
- 1845–1847 Carlo Luigi Morichini, vescovo titolare di Nisibi, 1852 cardinale, dal 1871 arcivescovo di Bologna
  - 1848–1851 Carlo Sacconi (internunzio)
- 1851–1853 Carlo Sacconi, arcivescovo titolare di Nicea, cardinale
- 1853–1856 Antonio Saverio De Luca, arcivescovo titolare di Tarso, cardinale
- 1856–1861 Flavio Chigi III, arcivescovo titolare di Mira, cardinale
- 1861–1866 Matteo Eustachio Gonella, arcivescovo titolare di Neocesarea del Ponto, cardinale
- 1866–1874 Pier Francesco Meglia, arcivescovo titolare di Damasco, cardinale
- 1874–1877 Angelo Bianchi, arcivescovo titolare di Mira, cardinale
- 1877–1879 Gaetano Aloisi Masella, arcivescovo titolare di Neocesarea del Ponto, cardinale
- 1879–1881 Cesare Roncetti, arcivescovo titolare di Seleucia di Isauria
- 1882–1887 Angelo Di Pietro, arcivescovo titolare di Nazianzo, cardinale
- 1887–1889 Fulco Luigi Ruffo-Scilla, arcivescovo titolare di Petra, cardinale
- 1889–1893 Antonio Agliardi, arcivescovo titolare di Cesarea di Palestina, 1893–1896 nunzio apostolico in Austria, 1899 cardinale di Albano, dal 1908 cancelliere della Cancelleria apostolica (Cancelleria)
- 1893–1896 Andrea Aiuti, arcivescovo titolare di Damiata, dal 1896 nunzio in Portogallo, cardinale
- 1896–1899 Benedetto Lorenzelli
- 1900–1901 Cesare Sambucetti, arcivescovo titolare di Corinto
- 1902–1904 Giuseppe Macchi, arcivescovo titolare di Tessalonica
- 1904–1907 Carlo Caputo, arcivescovo titolare di Nicomedia
- 1907–1916 Andreas Franz Frühwirth, O.P., arcivescovo titolare di Eraclea di Europa, 1915 cardinale, 1927–33 cancelliere della Cancelleria apostolica
- 1916–1917 Giuseppe Aversa, arcivescovo titolare di Sardi
- 1917–1925 Eugenio Pacelli, arcivescovo titolare di Sardi, poi papa Pio XII
- 1925–1934/36 Alberto Vassallo di Torregrossa, arcivescovo titolare di Emesa, poi nunzio in Argentina